# Hardy Krüger mlajši
Hardy Krüger mlajši, nemški filmski in televizijski igralec, * 9. maj 1968, Lugano, Švica.
Njegov oče je nemški igralec in pisatelj Hardy Krüger starejši, mama pa italijanska slikarka Francesca Marazzi. Najbolj je poznan po glavni vlogi gozdarja Stefana Leitnerja v nemški televizijski seriji Gozdarska hiša Falkenau, kjer je leta 2006 nasledil Christiana Wolffa.

## Življenje in delo
Kmalu po njegovem rojstvu ga je oče z mamo odpeljal v Tanzanijo, kjer so živeli na kmetiji, ki je služila kot kulisa za film Hatari!, v katerem je igral Hardy Krüger starejši. Hardy mlajši je obiskoval mednarodno šolo v Nemčiji in se izšolal za natakarja. Leta 1989 je odpotoval v Los Angeles, kjer se je udeleževal igralskih tečajev in tam igral v ameriških televizijskih oddajah. V intervjuju za Volle Kanne (ki spada pod okrilje hiše ZDF) je povedal, da je končal tudi kuharsko šolo. Po diplomi leta 1991 se je vrnil v Nemčijo in tam nastopal v serijah hiše ARD Nicht von schlechten Eltern in Gegen den Wind, v kateri je odigral glavno vlogo. Od takrat je nastopil v več mednarodnih produkcijah, kot so Le Cocu magnifique (Francija, 1999), Asterix in Obelix proti Cezarju (Francija, 1999) in Dracula režiserja Rogerja Younga (leta 2002). Leta 2004 je nastopil v eni od glavnih vlog v filmu Stauffenberg, ki je prejel nagrado Deutscher Fernsehpreis za najboljši film. Maja 2006 je zamenjal Christiana Wolffa v glavni vlogi ZDF-ove serije Gozdarska hiša Falkenau kot nov gozdar Stefan Leitner.
Je tudi UNICEF-ov ambasador proti otroški prostituciji, zaradi česar ga je organizacija Kinderlachen nagradila z nagrado Kind-Award 2006. Obenem je tudi pokrovitelj dobrodelne organizacije TukTuk-Tour iz Azije v Evropo. Sodeloval je tudi z nemškim ministrom Sigmarjem Gabrielom pri projektu Naturallianza CBD (Konvencija o biološki raznovrstnosti)-COP9, ki se zavzema za ohranjanje biološke raznovrstnosti. Od leta 2010 je pokrovitelj festivala narave, živali in okolja NaturVision, ki vsako leto poteka v narodnem parku Bavarski gozd.
Med letoma 2014 in 2015 je nastopal v hamburškem teatru v predstavi Ziemlich beste Freunde. Jeseni 2020 se je pojavil med tekmovalci kuharske oddaje MasterChef Celebrity, ki so ga predvajali na programu Sky One. Kot ambasador blagovne znamke podjetja za sadne sokove Albi promovira zdravo prehrano.

## Zasebno življenje
V prvem zakonu, ki se je končal z ločitvijo, je dobil dva sinova. Leta 2009 se je ponovno poročil z avstrijsko trenerko komunikacije in slikarko Katrin Fehringer, s katero je živel v Starnbergu blizu Münchna. Istega leta sta posvojila deklico s Tajske, imela pa sta še dva biološka otroka. Sin Paul-Luca je leta 2011 umrl star 8 mesecev, leta 2012 pa sta dobila hčer, ki sta jo poimenovala Layla-Katharina. Leta 2015 sta se ločila. Leta 2018 se je tretjič poročil, tokrat s PR agentko Alice Rößler.

## Izbrana filmografija
- 1992-1996: Nicht von schlechten Eltern (televizijska serija, 25 epizod), kot Pascal Neumann
- 1995-1999: Gegen den Wind (televizijska serija, 51 epizod), kot Sven Westermann
- 1999: Michele Strogoff - Il corriere dello Zar (televizijski film), kot Ivan Ogareff
- 1999: Le Cocu magnifique (televizijski film), kot Petrus
- 1999: Asterix in Obelix proti Cezarju, kot Tragicomix
- 1999: Contaminated Man, kot menedžer
- 2001: Bel Ami – Liebling der Frauen (televizijski film), kot Julius De Rooy
- 2002: Vortex, kot Vincent
- 2002: Dracula (televizijski film), kot Jonathan Harker
- 2003: Nancy & Frank – A Manhattan Love Story, kot Frank Wagner
- 2003: Je reste!, kot John
- 2004: Stauffenberg, kot Werner von Haeften
- 2005: Die Schokoladenkönigin
- 2006: Plötzlich Opa
- 2006-2013: Gozdarska hiša Falkenau, glavna vloga kot gozdar Stefan Leitner
- 2009: Lilly Schönhauer – Paulas Traum
- 2010: Wer zu lieben wagt
- 2011: Serengeti